# Nasīrābād (ort i Indien)
Nasīrābād är en ort i Indien.   Den ligger i distriktet Ajmer och delstaten Rajasthan, i den nordvästra delen av landet, 400 km sydväst om huvudstaden New Delhi. Nasīrābād ligger 435 meter över havet och antalet invånare är 51 747.
Terrängen runt Nasīrābād är platt. Runt Nasīrābād är det ganska tätbefolkat, med 214 invånare per kvadratkilometer. Närmaste större samhälle är Ajmer, 18,9 km nordväst om Nasīrābād. Trakten runt Nasīrābād består till största delen av jordbruksmark.